# Колоња (Сондрио)
Колоња (итал. Cologna) је насеље у Италији у округу Сондрио, региону Ломбардија.
Према процени из 2011. у насељу је живело 273 становника. Насеље се налази на надморској висини од 602 м.